# Plaza Cánovas del Castillo
Plaza Cánovas del Castillo ist ein Platz in Madrid (Spanien).

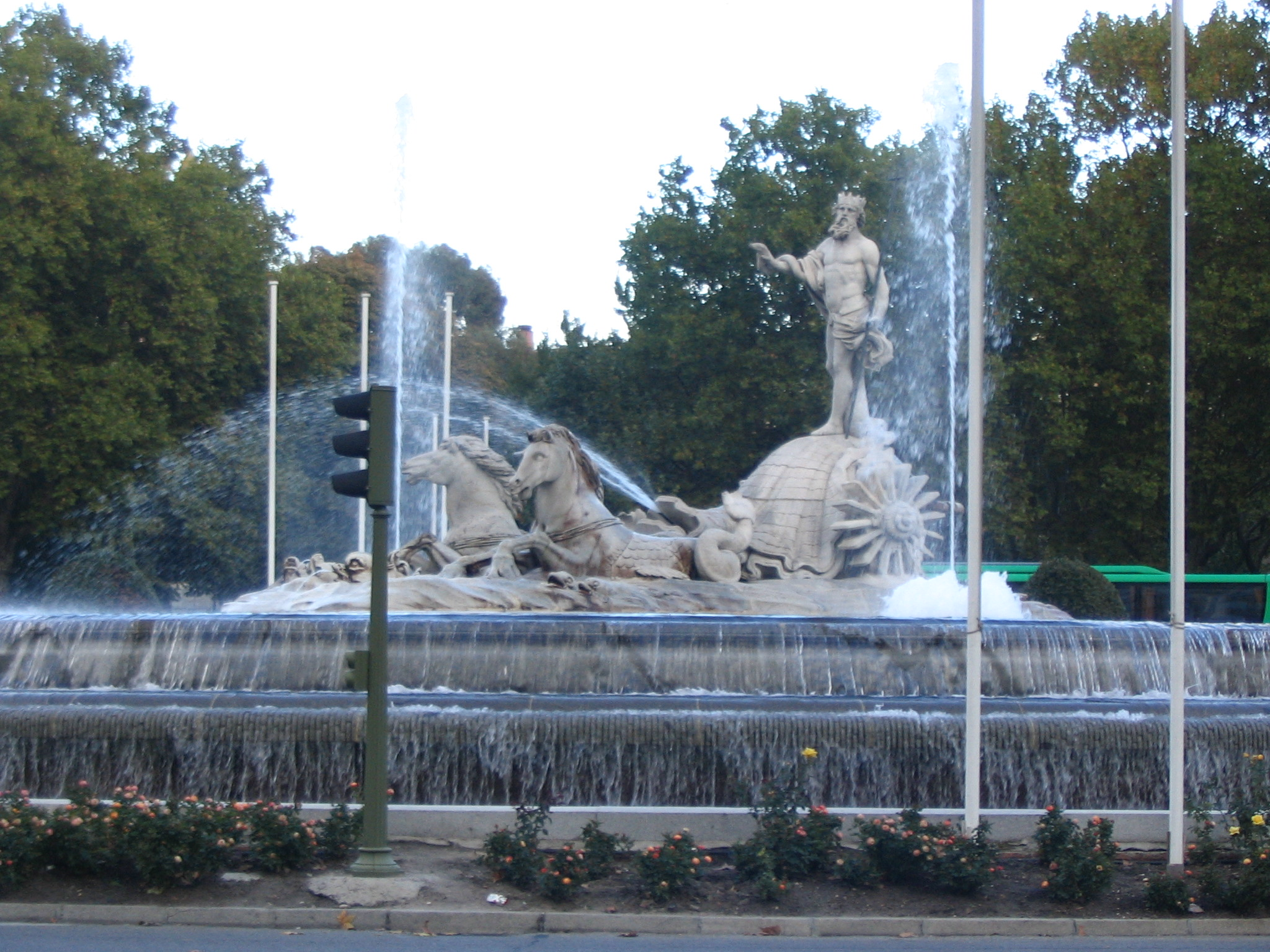
Fuente de Neptuno

Der Platz wird von mehreren wichtigen Gebäuden umgeben wie dem klassizistischen „Palacio de Villahermosa“ von 1806, der das Museo Thyssen-Bornemisza beherbergt und das elegante Hotel Palace, das König Alfonso XIII. 1912 erbauen ließ, um eine repräsentative Herberge für seine Gäste zur Verfügung stellen zu können. Etwas versetzt befindet sich das Museo del Prado.
Auf einer Verkehrsinsel befindet sich der Fuente de Neptuno (Neptunbrunnen) aus Marmor, welche den Meergott Neptunus darstellt. Er steht auf einem Muschel-Wagen, der von Seepferden mit Fischschwänzen gezogen wird. Neptun wird mit einer Schlange um die rechte Hand und einem Dreizack in der linken gezeigt. Der Brunnen wurde 1782 von Ventura Rodríguez entworfen und 1780–84 von Juan Pascual de Mena ausgeführt.
Der Platz bildet eine Kulisse für politische Proteste und für Siegesfeiern von Atlético Madrid. Seinen linken Arm verlor Neptun 1998 nach dem Sieg Real Madrids im Europapokal, als ein massives Polizeiaufgebot lediglich die nahe gelegene Plaza de Cibeles schützen konnte. Mittlerweile wurde der Arm wieder ergänzt.
Koordinaten: 40° 24′ 55,2″ N, 3° 41′ 39,2″ W